# Oribatula longiseta
Oribatula longiseta är en kvalsterart som först beskrevs av Golosova 1970.  Oribatula longiseta ingår i släktet Oribatula och familjen Oribatulidae. Inga underarter finns listade i Catalogue of Life.